# Зимове Коло

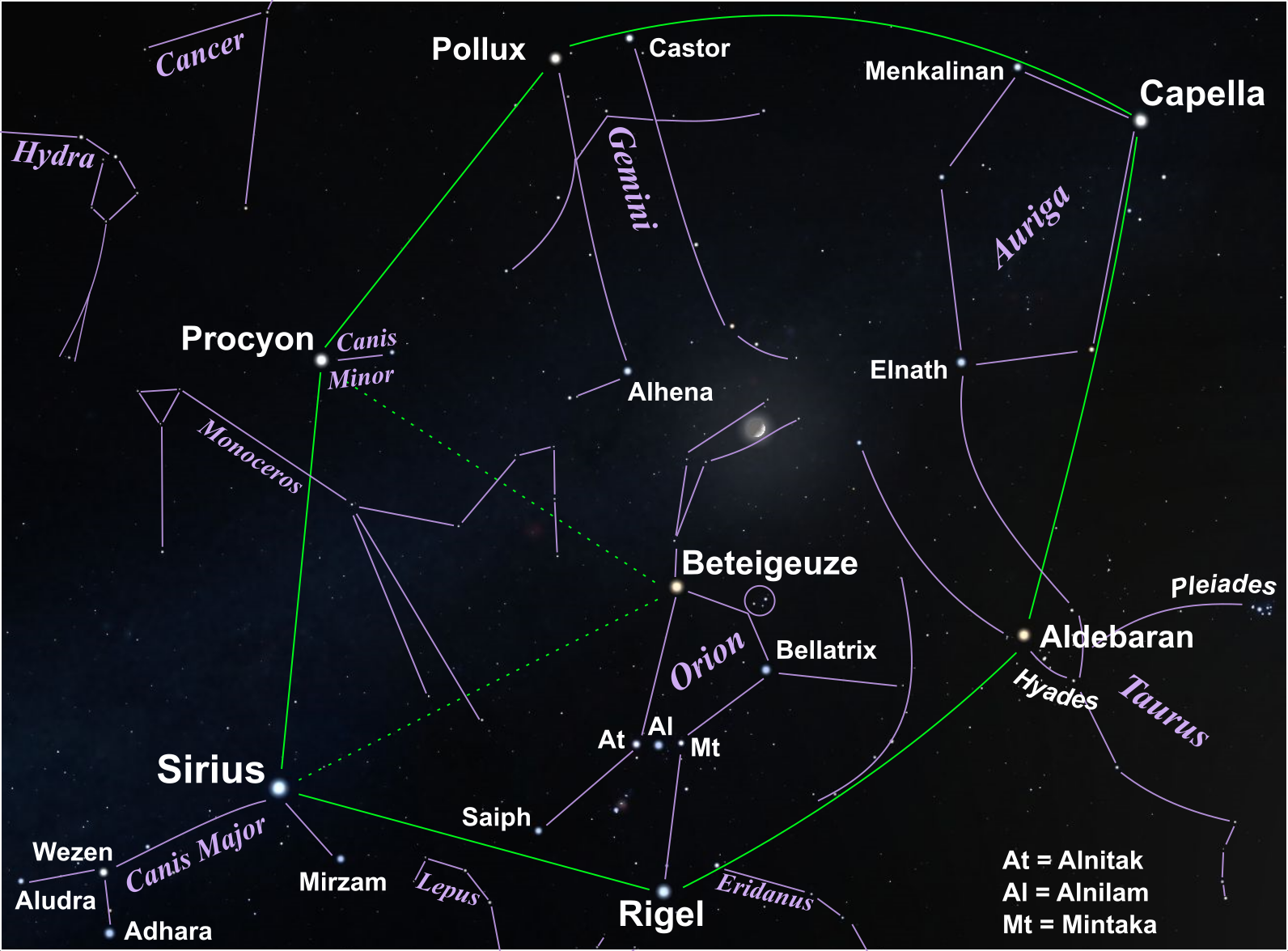
Зимове коло. Пунктиром - Зимовий трикутник

Зимове Коло — сезонний астеризм в екваторіальній частині неба. Найкраще спостерігається взимку, пізньої осені і ранньої весни. Являє собою вісім зірок, які розташовані по колу, дев'ята зірка приблизно в центрі. Містить всі 3 зірки астеризму Зимовий трикутник.
Складається із зірок: Сіріус (α Великого Пса), Проціон (α Малого Пса), Поллукс (β Близнюків), Кастор (α Близнюків), Менкалінан (β Візничого), Капелла (α Візничого), Альдебаран (α Тельця), Рігель (β Оріона) по колу і Бетельгейзе (α Оріона) в центрі.
G-астеризм — варіант астеризму. Замість замикання кільця від Рігеля до Альдебарана в нього включається Беллатрикс (γ Оріона), а Бетельгейзе виявляється кінцевою точкою астеризму. У цьому вигляді фігура астеризму являє собою велику латинську літеру «G».